# (14940) Freiligrath
(14940) Freiligrath (1995 EL8) – planetoida z pasa głównego asteroid okrążająca Słońce w ciągu 4,15 lat w średniej odległości 2,58 j.a. Odkryta 4 marca 1995 roku.